# Lake Somerset
Lake Somerset är en sjö i Australien. Den ligger i delstaten Queensland, omkring 61 kilometer nordväst om delstatshuvudstaden Brisbane. Arean är 38 kvadratkilometer. Den sträcker sig 17,5 kilometer i nord-sydlig riktning, och 9,4 kilometer i öst-västlig riktning.
I omgivningarna runt Lake Somerset växer i huvudsak städsegrön lövskog. Runt Lake Somerset är det mycket glesbefolkat, med 3 invånare per kvadratkilometer. Genomsnittlig årsnederbörd är 1 222 millimeter. Den regnigaste månaden är januari, med i genomsnitt 252 mm nederbörd, och den torraste är september, med 30 mm nederbörd.